# امین سرور
امین بن محمود سرور محلی مصری معروف به امین سرور (درگذشته ۱۹۳۷م) فقیه مصری و از علمای الازهر بود. او استاد در طلیعة الشریعه بود. «حُسن الأثر فی التعریف برجال الأثر» و «مذکرات فی مصطلح الحدیث» دو اثر برجستهٔ اوست.